# Klaus Richter (Politiker, 1923)
Klaus Richter (* 24. Oktober 1923 in Schierokau, Oberschlesien; † 12. Januar 2011) war ein deutscher Pädagoge und Politiker (SPD).

## Leben und Beruf
Nach dem Abitur 1942 wurde Richter zur Wehrmacht eingezogen und nahm anschließend bis 1945 als Soldat am Zweiten Weltkrieg teil. Er trat 1946 in den baden-württembergischen Schuldienst ein und absolvierte ein Studium der Geschichte und Geographie, das er mit der Fachgruppenprüfung für Mittelschullehrer abschloss. Anschließend arbeitete er als Mittelschullehrer in Wertheim. Außerdem hatte er einen Lehrauftrag an einer Fachschule der Bundeswehr inne.
Richter war von 1973 bis 1977 Parlamentarischer Sekretär der Parlamentarischen Gruppe im Deutschen Rat der Europäischen Bewegung und von 1977 bis 1988 Leiter der Verbindungsstelle des DGB-Bundesvorstandes in Bonn.

## Partei
Richter war Mitglied der SPD. Er war Vorsitzender des SPD-Unterbezirkes Heidelberg und des SPD-Kreisverbandes Tauberbischofsheim.

## Abgeordneter
Richter wurde in den Rat der Stadt Wertheim gewählt. Dem Deutschen Bundestag gehörte er von 1965 bis 1976 an. Er war stets über die Landesliste Baden-Württemberg ins Parlament eingezogen. Außerdem war er Mitglied der Parlamentarischen Versammlung des Europarates und dort seit 1973 Vorsitzender der sozialistischen Fraktion.

## Ehrungen
1987 wurde ihm das Große Bundesverdienstkreuz mit Stern verliehen.
| Personendaten    | Personendaten                               |
| ---------------- | ------------------------------------------- |
| NAME             | Richter, Klaus                              |
| KURZBESCHREIBUNG | deutscher Pädagoge und Politiker (SPD), MdB |
| GEBURTSDATUM     | 24. Oktober 1923                            |
| GEBURTSORT       | Breitenmarkt, Oberschlesien                 |
| STERBEDATUM      | 12. Januar 2011                             |